# Koryta (district de Mladá Boleslav)
Pour les articles homonymes, voir Koryta.
Koryta (en allemand : Koryt) est une commune du district de Mladá Boleslav, dans la région de Bohême-Centrale, en République tchèque. Sa population s'élevait à 88 habitants en 2020.

## Géographie
Koryta se trouve à 6 km au nord-nord-est de Mnichovo Hradiště, à 19,5 km au nord-nord-est de Mladá Boleslav et à 68 km au nord-est de Prague.
La commune est limitée par Sezemice au nord, par Loukov à l'est, par Loukovec au sud, et par Chocnějovice à l'ouest.

## Histoire
La première mention écrite de la localité date de 1225.

## Transports
Par la route, Koryta se trouve à 8 km de Mnichovo Hradiště, à 26 km de Mladá Boleslav et à 89 km du centre de Prague.